# Пятковский, Иван Максимович
Иван Максимович Пятковский (1913—1986) — советский военный. Участник Великой Отечественной войны. Герой Советского Союза (1943). Майор.

## Биография
Иван Максимович Пятковский родился 19 января (6 января — по старому стилю) 1913 года в селе Астрахановка Актюбинского уезда Тургайской области Российской империи (ныне аул Жанаталап Хобдинского района Актюбинской области Республики Казахстан) в крестьянской семье. Русский. Окончил неполную среднюю школу и курсы прорабов при Ташкентском техникуме связи. В 1935—1937 годах проходил срочную службу в Рабоче-крестьянской Красной Армии. После демобилизации жил в Нижнечирчикском районе Ташкентской области Узбекской ССР. Работал на Туркестано-Сибирской железной дороге.
Вновь в Красную Армию И. М. Пятковский был призван Нижне-Черчикским районным военкоматом Ташкентской области 25 декабря 1941 года. Ивана Максимовича направили в формировавшуюся в Чирчике 69-ю стрелковую дивизию. После передислокации дивизии в Приволжский военный округ он окончил краткосрочные курсы младших лейтенантов и принял под командование взвод 41-го отдельного батальона связи, позднее переформированного в отдельную роту. В боях с немецко-фашистскими захватчиками И. М. Пятковский с 1 апреля 1942 года на Западном фронте. Боевое крещение принял в оборонительных боях под селом Барятино в Смоленской области. Занятые в апреле 1942 года позиции дивизия удерживала до января 1943 года, после чего была выведена в тыл и в феврале 1943 года переброшена под Дмитровск-Орловский, где вошла в состав 65-й армии Центрального фронта. Командир телефонокабельного взвода 41-й отдельной роты связи старший лейтенант И. М. Пятковский отличился при подготовке наступления дивизии на севском направлении. В период сосредоточения 120-го стрелкового полка в лесном массиве южнее посёлка Первомайский Дмитровского района Орловской области он со своими бойцами в короткий срок под непрерывным обстрелом противника проложил линию проводной связи между командным пунктом полка и командным пунктом дивизии. Во время проведения Севской операции Иван Максимович обеспечил штаб дивизии бесперебойной проводной связью с полками, что способствовало хорошей организации боя и эффективной управляемости соединений.
В ходе наступления советских войск на севском направлении был сформирован северный фас Курской дуги. Заняв позиции на рубеже Хлебтово — Берёзовка к юго-востоку от Комаричей, дивизия удерживала их в ходе Курской битвы. Летом 1943 года И. М. Пятковский получил звание капитана и был назначен на должность командира роты связи 120-го стрелкового полка. В период подготовки наступательных действий дивизии капитан Пятковский проявил себя грамотным и волевым командиром. Он провёл большую учебную работу в роте, укрепил дисциплину, хорошо организовал материальное снабжение подразделения, в результате чего его бойцы успешно выполнили боевые задачи во время Черниговско-Припятской операции. Форсировав 26 августа 1943 года реку Сев вместе с передовыми частями полка, связисты Пятковского проложили разветвлённую телефонную сеть, обеспечив связь командира полка с командирами батальонов. Бесперебойная связь командования со стрелковыми подразделениями способствовала общему успеху полка при взятии крупных опорных пунктов немецкой обороны Княгинино, Чемлыж и высоты 205,8. 30 августа во время боя за село Чемлыж Иван Максимович лично с пятью бойцами своей роты вышел на линию для устранения повреждения. В этот момент противник перешёл в контратаку, и группа связистов оказалась в окружении. Организовав круговую оборону, группа Пятковского сумела продержаться до вечера, а с наступлением темноты вырвалась из кольца, уничтожив при этом шесть немецких солдат. В ходе дальнейшего наступления в составе своего подразделения капитан И. М. Пятковский принимал участие в освобождении северных районов Черниговской области. Особо отличился при форсировании Днепра.
28 сентября 1943 года передовые подразделения 65-й армии вышли на левый берег реки Сож. 30 сентября штурмовые отряды форсировали водную преграду и захватили несколько небольших плацдармов на правом берегу реки. Однако противник сконцентрировал в междуречье Сожа и Днепра крупные силы, и существенно расширить захваченные плацдармы частям армии не удалось. В связи с этим командованием 69-й армии было принято решение о форсировании Днепра южнее, в районе Лоева, где линия немецкой обороны, получившая название Восточный вал, была наиболее уязвима. С этой целью была осуществлена скрытная перегруппировка сил 18-го и 27-го стрелковых корпусов. 69-я стрелковая дивизия 18-го стрелкового корпуса в ночь на 15 октября 1943 года сосредоточилась к северу от села Радуль. На рассвете в 6 часов 30 минут под прикрытием артиллерийского огня и плотной дымовой завесы штурмовой батальон 120-го стрелкового полка устремился к правому берегу Днепра. В составе десантного отряда находилась и группа связистов под командованием капитана И. М. Пятковского. Иван Максимович, сидя на корме лодки, лично под интенсивным миномётным и пулемётным огнём врага разматывал заранее приготовленный кабель. В нескольких метрах от правого берега лодка, на которой находилась группа Пятковского, была пробита осколками и начала тонуть. Последние метры связистам пришлось преодолевать вплавь, но они смогли спасти всё оборудование и быстро установили связь плацдарма с левым берегом. При этом к проложенному группой Пятковского телефонному кабелю был подсоединён не только штаб дивизии, но и штаб 18-го стрелкового корпуса. Устойчивая и бесперебойная связь позволила командиру дивизии генерал-майору А. И. Кузовкову и командиру корпуса генерал-майору И. И. Иванову эффективно управлять войсками на плацдарме и умело применять артиллерию при отражении контратак противника. Именно последний стал инициатором представления капитана И. М. Пятковского к высшей степени отличия СССР. В течение дня Пятковский со своими бойцами ещё несколько раз под огнём неприятеля пересекал Днепр, прокладывая дополнительные кабеля и устраняя повреждения. Во время одного из таких рейсов он был ранен и эвакуирован на левый берег. За успешное форсирование реки Днепр, прочное закрепление плацдарма на западном берегу реки Днепр и проявленные при этом отвагу и геройство указом Президиума Верховного Совета СССР от 30 октября 1943 года капитану Пятковскому Ивану Максимовичу было присвоено звание Героя Советского Союза.
В 1945 году И. М. Пятковский окончил курсы усовершенствования офицерского состава. Службу продолжил во внутренних войсках СССР. В запас Иван Максимович уволился в 1963 году в звании майора. Жил в городе Киеве, работал в научно-исследовательском институте. 1 декабря 1986 года И. М. Пятковский скончался. Похоронен на Байковом кладбище Киева.

## Награды
- Медаль «Золотая Звезда» (30.10.1943);
- орден Ленина (30.10.1943);
- орден Отечественной войны 1-й степени (11.03.1985);
- орден Красной Звезды (17.09.1943);
- медали, в том числе:

медаль «За отвагу» (09.03.1943).

## Документы
- Общедоступный электронный банк документов «Подвиг Народа в Великой Отечественной войне 1941—1945 гг.» Дата обращения: 3 сентября 2013. Архивировано из оригинала 13 марта 2012 года.

Представление к званию Героя Советского Союза и указ ПВС СССР о присвоении звания.
Орден Отечественной войны 1-й степени (информация из карточки награждённого к 40-летию Победы).
Орден Красной Звезды (наградной лист и приказ о награждении).
Медаль «За отвагу» (наградной лист и приказ о награждении).